# Josef Větrovec
Josef Větrovec (ur. 5 marca 1922 w Pilźnie, zm. 11 lutego 2002 w Pradze) – czeski aktor.

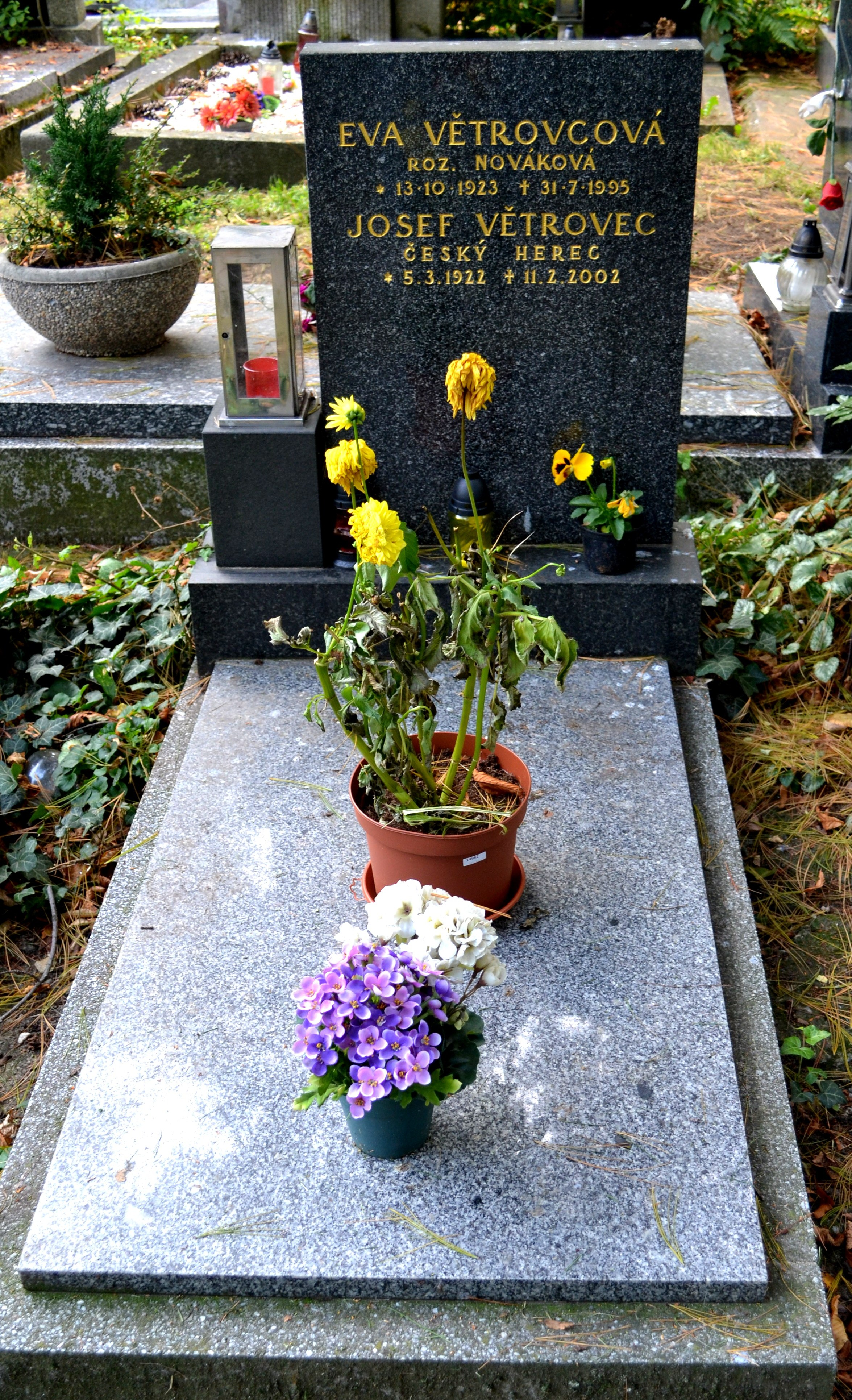
Grób Josefa Větroveca i jego żony Evy na Cmentarzu Střešovickim w Pradze (2013)

W latach 1946–60 była aktorem Teatru im. Josefa Kajetána Tyla w Pilźnie. Następnie w latach 1960–90 występował w  praskim Teatrze im. Emila F. Buriana, którego był dyrektorem od 1973 do 1988. Po przemianach politycznych teatr zlikwidowano w 1991.
Stworzył szereg kreacji aktorskich w filmach i serialach telewizyjnych; był także cenionym aktorem dubbingu. Zagrał m.in. postać wójta Karela Mrázka (a także jego brata bliźniaka, praskiego taksówkarza) w popularnym serialu TV Pod jednym dachem (1975). Pojawił się także w serialach: Trzydzieści przypadków majora Zemana (1974–79) w roli pułkownika Pavláska oraz Arabela (1979). Znane filmy z jego udziałem to: Noc panny młodej (1967), Skradziony balon (1967), Najlepsza kobieta mojego życia (1968), Na komecie (1970), Dni zdrady (1973), Oswobodzenie Pragi (1976), Jutro wstanę rano i oparzę się herbatą (1977), Szpinak czyni cuda! (1977), Anielska diablica (1983) i jego kontynuacja pt. Anioł uwodzi diabła (1988).
W czasie II wojny światowej działał w czechosłowackim ruchu oporu. W 1943 został aresztowany przez Gestapo i do końca wojny był więziony w obozach koncentracyjnych w Terezinie (KL Theresienstadt) i w Buchenwaldzie. W późniejszym okresie stał się zagorzałym komunistą przez całe życie popierającym komunistyczne władze Czechosłowacji.

## Odznaczenia
- Artysta Narodowy (1983)[3]
- Order Pracy (1978)[4]